# الشيخ مفرج (جرش)
الشيخ مفرج منطقة سكنية تقع في لواء قصبة جرش، محافظة جرش في الأردن. تنتمي المنطقة لقضاء جرش الذي يضم 39 منطقة. يقدر عدد سكانها بـ 397 نسمة حسب إحصاء 2015.

## الوصلات الخارجية
- دائرة الاحصاءات العامة